# 科斯季利夫卡
47°59′34″N 24°12′14″E / 47.99278°N 24.20389°E

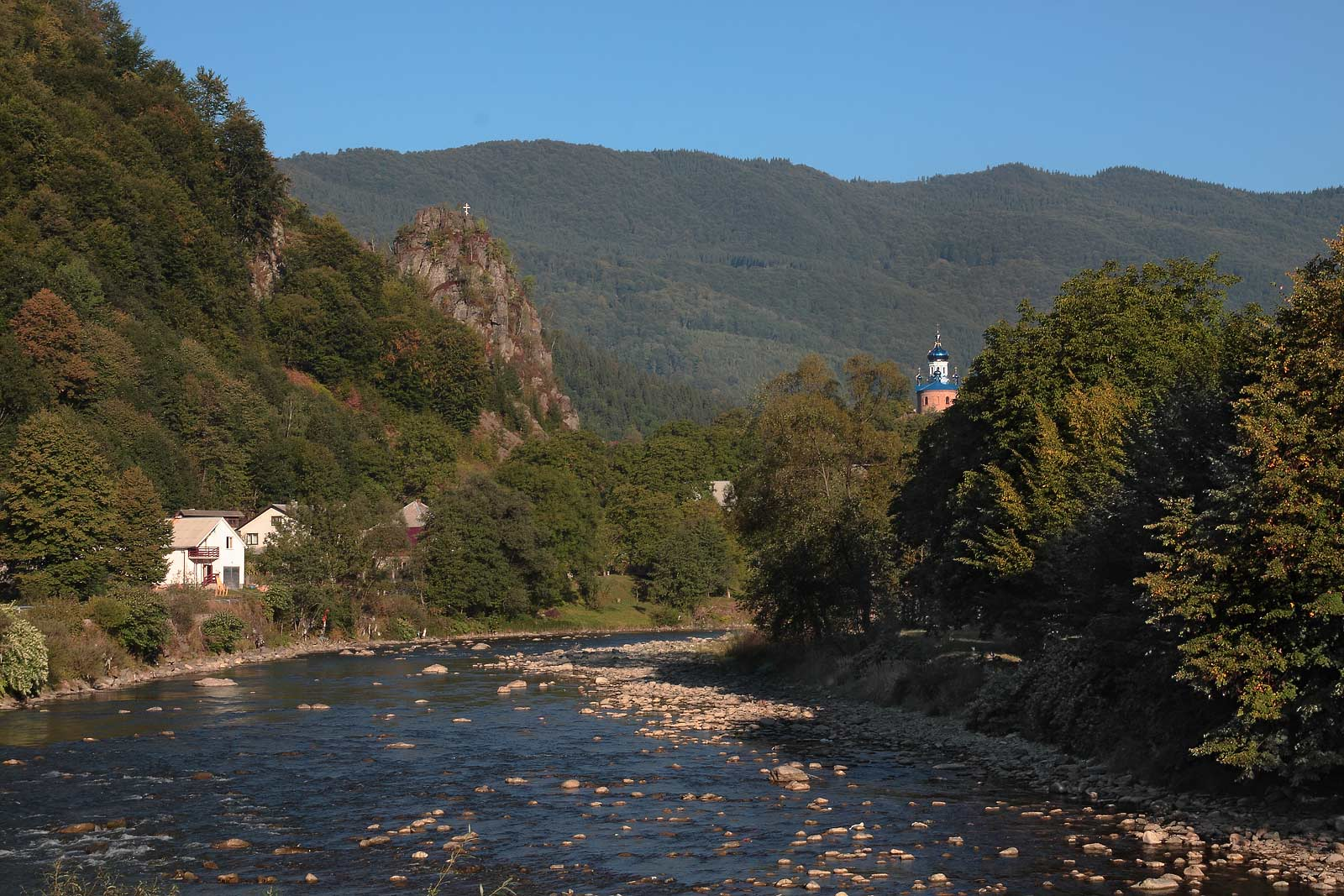

科斯季利夫卡（烏克蘭語：Костилівка），是烏克蘭的村落，位於該國西部外喀爾巴阡州，由拉希夫區負責管轄，始建於1605年，面積6.85平方公里，海拔高度419米，2001年人口1,890，人口密度每平方公里280人。